# Kleobulina
Kleobulina (VI w. p.n.e.) – starożytna poetka grecka z Rodos.
Pochodziła z Lindos, była córką Kleobulosa, uważanego z jednego z siedmiu mędrców starożytnej Grecji. Poza niezachowanymi wierszami miała być również autorką zbioru wierszowanych zagadek.
Nazywano ją także Eumetis (Roztropna) i swoich czasach była widocznie postacią popularną w Grecji, skoro Plutarch stawiając ją za wzór, wymienił wśród kobiet nie tylko sławnych, ale i godnych naśladowania. Greccy komediopisarze imię jej wykorzystywali dla tytułowania swych utworów: Aleksis był autorem komedii Kleobulina, a Kratinos użył go, zapewne w szczególnym znaczeniu, dla sztuki Kleobulinai (być może w sensie „kobiety układające zagadki”).   